# Peter Lerangis
Œuvres principales
- Série Les 39 Clés
- Série Les Sept Merveilles

Peter Lerangis, né le 19 août 1955 à Brooklyn (New York), est un écrivain américain de littérature d'enfance et de jeunesse.

## Biographie
Avec plus de 160 livres à son actif et plus de quatre millions d'exemplaires vendus , Peter vit à New York, dans un immeuble à exactement cinquante pas[réf. souhaitée] de Central Park. Sa femme, Tina deVaron, est une chanteuse et pianiste, qui joue régulièrement au Carlyle Hotel. Leur fils aîné, Nick, est musicien et enseignant ; et leur fils cadet, Joe, est étudiant au Kenyon College.
Lerangis est le fils d'un employé à la retraite de la New York Telephone Company et d'une secrétaire retraité de l'école primaire publique, qui l'a élevé à Freeport, New York sur Long Island. Il est diplômé de l'Université de Harvard[réf. nécessaire] avec un diplôme en biochimie, tout en agissant dans des comédies musicales et en chantant et en dirigeant musicalement le groupe a cappella du Harvard Krokodiloes, avant de déménager à New York. Il y a travaillé comme acteur et rédacteur pigiste pendant huit ans avant de devenir auteur[réf. nécessaire].

## Œuvres

### SérieWatchers
1. (en) Last Stop, 1998
2. (en) Rewind, 1998
3. (en) I.D., 1999
4. (en) War, 1999
5. (en) Island, 1999
6. (en) Lab 6, 1999

### SérieAntarctica
1. (en) Journey to the Pole, 2000
2. (en) Escape from Disaster, 2000

### SérieAbracadabra
Cette série est coécrite avec Jim Talbot.
1. (en) Poof! Rabbits Everywhere, 2002
2. (en) Boo! Ghosts in School, 2002
3. (en) Presto! Magic Treasure, 2002
4. (en) Yeeps!: Secrets in the Statue, 2002
5. (en) Zap! Science Fair Surprise!, 2003
6. (en) Yikes! It's Alive!, 2003
7. (en) Whoa! Amusement Park Gone Wild!, 2003
8. (en) Wow! Blast from the Past!, 2003

### SérieSpy X
1. (en) The Code, 2004
2. (en) Hide and Seek, 2004
3. (en) Proof Positive, 2005
4. (en) Tunnel Vision, 2005

### SérieDrama Club
1. (en) The Fall Musical, 2007
2. (en) The Big Production, 2007
3. (en) Too Hot!, 2008
4. (en) Summer Stars, 2008

### UniversLes 39 Clés

#### SérieLes 39 Clés
1. Le Voleur de sabres, Bayard Jeunesse, 2011 ((en) The Sword Thief, 2009)
2. Sur les traces de Chaka Zoulou, Bayard Jeunesse, 2012 ((en) The Viper's Nest, 2010)

#### SérieCahill contre Vesper
1. La Menace Vesper, Bayard Jeunesse, 2014 ((en) Vespers Rising, 2011)Écrit avec Rick Riordan, Gordon Korman et Jude Watson.
2. Enquêtes à Samarcande, Bayard Jeunesse, 2015 ((en) The Dead of Night, 2012)

### SérieLes Sept Merveilles
1. Le Réveil du Colosse, Pocket Jeunesse, 2014 ((en) The Colossus Rises, 2013)
2. Mission Babylone, Pocket Jeunesse, 2014 ((en) Lost in Babylon, 2013)
3. Le Royaume des ombres, Pocket Jeunesse, 2015 ((en) The Tomb of Shadows, 2014)
4. Le Roi maudit, Pocket Jeunesse, 2015 ((en) The Curse of the King, 2015)
5. (en) The Legend of the Rift, 2016

### Romans indépendants
- Un cadavre au volant, J'ai lu, 1996 ((en) Driver's Dead, 1994)
- Sleepy Hollow, Pocket, 2000 ((en) Sleepy Hollow, 1999)
- Sixième sens, Pocket, 2001 ((en) The Sixth Sense, 2000)
- La Route d'Eldorado, Mango Jeunesse, 2000 ((en) The Road to El Dorado, 2000)
- Batman Begins, Hachette Jeunesse, 2005 ((en) Batman Begins, 2005)
- (en) Smiler's Bones, 2005
- (en) Wtf, 2009
- (en) Somebody, Please Tell Me Who I Am, 2012Écrit avec Harry Mazer (en).